# Хронологія рекордів України в приміщенні з бігу на 1000 метрів серед чоловіків
Рекорди України з бігу на 1000 метрів в приміщенні визнаються Федерацією легкої атлетики України з-поміж результатів, які показали українські легкоатлети на відповідній дистанції на біговій доріжці в приміщенні, за умови дотримання встановлених вимог.

## Хронологія рекордів
Рекорди УРСР з бігу на 1000 метрів у приміщенні почали фіксуватись з 1987. На той момент найкращим результатом українців був час, який показав Віталій Тищенко у 1986 році. Цей результат і був визнаний першим рекордом УРСР.
|                                        | Час     | Атлет                    | Місто змагань | Дата змагань | Примітки | Відео |
| -------------------------------------- | ------- | ------------------------ | ------------- | ------------ | -------- | ----- |
| 1                                      | 2.21,74 | Віталій Тищенко Чернігів | Москва        | 01.02.1986   |          |       |
|                                        |         |                          |               |              |          |       |
| 2                                      | 2.20,91 | Анатолій Легеда Чернігів | Москва        | 14.02.1987   |          |       |
|                                        |         |                          |               |              |          |       |
| 38 років, 43 дні від дати встановлення |         |                          |               |              |          |       |